# Olympische Sommerspiele 1992/Leichtathletik – 400 m (Männer)

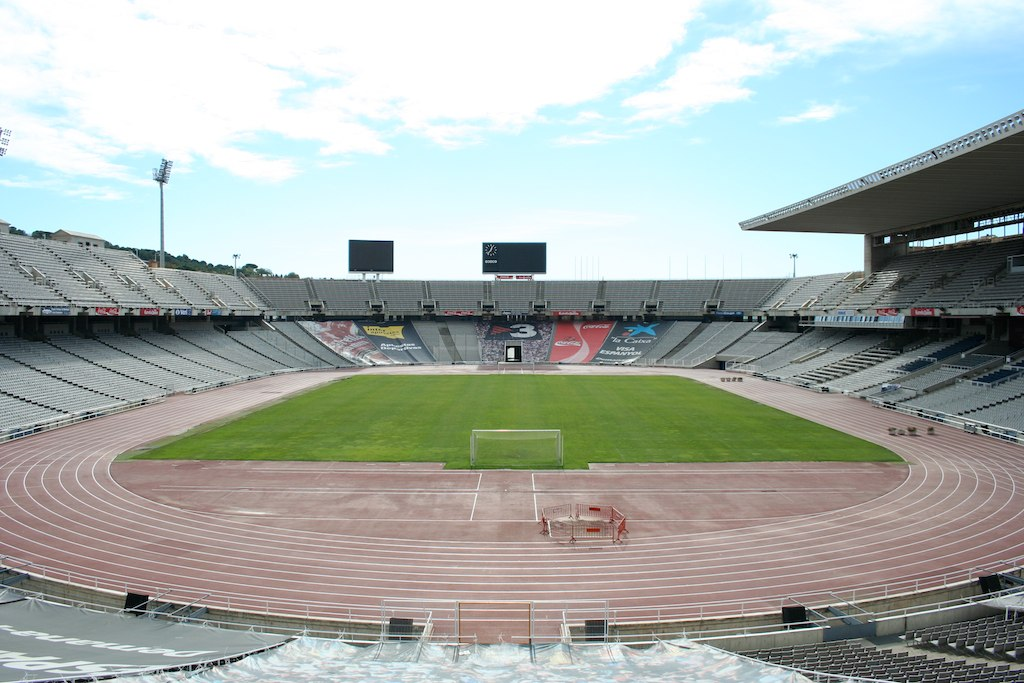
Das Olympiastadion von Barcelona im Jahr 2008

Der 400-Meter-Lauf der Männer bei den Olympischen Spielen 1992 in Barcelona wurde am 1., 2., 3. und 5. August 1992 in vier Runden im Olympiastadion Barcelona ausgetragen. 68 Athleten nahmen teil.
Olympiasieger wurde der US-Amerikaner Quincy Watts. Er gewann vor seinem Landsmann Steve Lewis und dem Kenianer Samson Kitur.
Für Deutschland gingen Rico Lieder und Thomas Schönlebe an den Start. Beide schieden im Viertelfinale aus. Athleten aus der Schweiz, Österreich und Liechtenstein nahmen nicht teil.

## Aktuelle Titelträger
| Olympiasieger 1988                      | Steve Lewis ( USA)            | 43,87 s | Seoul 1988            |
| Weltmeister 1991                        | Antonio Pettigrew ( USA)      | 44,57 s | Tokio 1991            |
| Europameister 1990                      | Roger Black ( Großbritannien) | 45,08 s | Split 1990            |
| Panamerikanischer Meister 1991          | Roberto Hernández ( Kuba)     | 44,52 s | Havanna 1991          |
| Zentralamerika und Karibik-Meister 1991 | Seymour Fagan ( Jamaika)      | 46,11 s | Xalapa 1991           |
| Südamerika-Meister 1991                 | Carlos Morales ( Chile)       | 46,55 s | Manaus 1991           |
| Asienmeister 1991                       | Ibrahim Ismail ( Katar)       | 45,66 s | Kuala Lumpur 1991     |
| Afrikameister 1992                      | Bobang Phiri ( Südafrika)     | 45,42 s | Belle Vue Maurel 1992 |
| Ozeanienmeister 1990                    | Alex Soqosoqo ( Fidschi)      | 48,31 s | Suva 1990             |

## Rekorde

### Bestehende Rekorde
| Weltrekord         | 43,29 s | Harry Reynolds ( USA) | Zürich, Schweiz                | 17. August 1988  |
| Olympischer Rekord | 43,86 s | Lee Evans ( USA)      | Finale OS Mexiko-Stadt, Mexiko | 18. Oktober 1968 |

### Rekordverbesserungen
Der bestehende olympische Rekord wurde zweimal verbessert:
- 43,71 s – Quincy Watts (USA), zweites Halbfinale am 3. August
- 43,50 s – Quincy Watts (USA), Finale am 5. August

## Vorrunde
Datum: 1. August 1992
Die Athleten traten zu insgesamt neun Vorläufen an. Für das Viertelfinale qualifizierten sich pro Lauf die ersten drei Athleten. Darüber hinaus kamen die fünf Zeitschnellsten, die sogenannten Lucky Loser, weiter. Die direkt qualifizierten Athleten sind hellblau, die Lucky Loser hellgrün unterlegt.

### Vorlauf 1
| Platz | Name               | Nation         | Zeit    |
| ----- | ------------------ | -------------- | ------- |
| 1     | Derek Redmond      | Großbritannien | 45,03 s |
| 2     | Roberto Hernández  | Kuba           | 45,07 s |
| 3     | Solomon Amegatcher | Ghana          | 45,42 s |
| 4     | Dennis Blake       | Jamaika        | 45,92 s |
| 5     | Aktawat Sakoolchan | Thailand       | 46,78 s |
| 6     | Ali Faudet         | Tschad         | 47,10 s |
| 7     | Jaime Rodrigues    | Mosambik       | 48,89 s |

### Vorlauf 2
| Platz | Name                  | Nation              | Zeit    |
| ----- | --------------------- | ------------------- | ------- |
| 1     | Troy Douglas          | Bermuda             | 46,02 s |
| 2     | Alvin Daniel          | Trinidad und Tobago | 46,09 s |
| 3     | Thomas Schönlebe      | Deutschland         | 46,26 s |
| 4     | Seibert Straughn      | Barbados            | 46,54 s |
| 5     | Delon Felix           | Grenada             | 47,39 s |
| 6     | Mohamed Amer al-Malky | Oman                | 48,00 s |
| 7     | Randolph Foster       | Costa Rica          | 48,80 s |
| 8     | Vanxay Sinebandith    | Laos                | 51,71 s |

### Vorlauf 3
| Platz | Name             | Nation                       | Zeit    |
| ----- | ---------------- | ---------------------------- | ------- |
| 1     | Quincy Watts     | USA                          | 45,38 s |
| 2     | Bobang Phiri     | Südafrika                    | 45,47 s |
| 3     | Rico Lieder      | Deutschland                  | 45,86 s |
| 4     | Francis Ogola    | Uganda                       | 45,87 s |
| 5     | Ediélson Tenório | Brasilien                    | 46,31 s |
| 6     | Kossi Akoto      | Togo                         | 46,97 s |
| 7     | Martial Biquet   | Zentralafrikanische Republik | 47,82 s |

### Vorlauf 4
| Platz | Name               | Nation              | Zeit    |
| ----- | ------------------ | ------------------- | ------- |
| 1     | Simon Kemboi       | Kenia               | 45,84 s |
| 2     | Slobodan Branković | IOP                 | 46,34 s |
| 3     | Devon Morris       | Jamaika             | 46,45 s |
| 4     | Patrick Delice     | Trinidad und Tobago | 46,58 s |
| 5     | Subul Babo         | Papua-Neuguinea     | 47,17 s |
| 6     | Médard Makanga     | Republik Kongo      | 48,17 s |
| 7     | Kenmore Hughes     | Antigua und Barbuda | 48,56 s |
| 8     | Mohamed Amir       | Malediven           | 50,35 s |

### Vorlauf 5
| Platz | Name              | Nation           | Zeit    |
| ----- | ----------------- | ---------------- | ------- |
| 1     | Danny Everett     | USA              | 45,68 s |
| 2     | David Grindley    | Großbritannien   | 45,79 s |
| 3     | Andrea Nuti       | Italien          | 46,12 s |
| 4     | Innocent Egbunike | Nigeria          | 46,51 s |
| 5     | Dmitri Kossow     | EUN              | 47,28 s |
| 6     | Joseph Adam       | Seychellen       | 47,68 s |
| 7     | Baptiste Firiam   | Vanuatu          | 48,98 s |
| 8     | Eulogio Ngache    | Äquatorialguinea | 50,83 s |

### Vorlauf 6
| Platz | Name            | Nation                       | Zeit    |
| ----- | --------------- | ---------------------------- | ------- |
| 1     | Samson Kitur    | Kenia                        | 45,41 s |
| 2     | Susumu Takano   | Japan                        | 45,96 s |
| 3     | Tamás Molnár    | Ungarn                       | 46,21 s |
| 4     | Anthony Wallace | Jamaika                      | 46,88 s |
| 5     | Camera Ntereke  | Botswana                     | 47,32 s |
| 6     | Michael Joseph  | Belize                       | 50,90 s |
| DNF   | Lamin Marikong  | Gambia                       |         |
| DSQ   | Desai Wynter    | Amerikanische Jungferninseln |         |

### Vorlauf 7
| Platz | Name                | Nation                         | Zeit    |
| ----- | ------------------- | ------------------------------ | ------- |
| 1     | Ian Morris          | Trinidad und Tobago            | 45,65 s |
| 2     | Lahlou Ben Younès   | Marokko                        | 45,73 s |
| 3     | David Kitur         | Kenia                          | 46,22 s |
| 4     | Mark Garner         | Australien                     | 46,26 s |
| 5     | Apisai Driu Baibai  | Fidschi                        | 47,81 s |
| 6     | Henry Mohoanyane    | Lesotho                        | 48,39 s |
| 7     | Mohamed Mehdi Hasan | Bangladesch                    | 48,62 s |
| DNS   | Michael Williams    | St. Vincent und die Grenadinen |         |

### Vorlauf 8
| Platz | Name            | Nation      | Zeit    |
| ----- | --------------- | ----------- | ------- |
| 1     | Steve Lewis     | USA         | 45,14 s |
| 2     | Sunday Bada     | Nigeria     | 45,38 s |
| 3     | Sidney de Souza | Brasilien   | 45,92 s |
| 4     | Cayetano Cornet | Spanien     | 46,13 s |
| 5     | Timothy Hesse   | Ghana       | 46,67 s |
| 6     | Michael McLean  | Kanada      | 47,75 s |
| 7     | Samba Fall      | Mauretanien | 50,91 s |

### Vorlauf 9
| Platz | Name                     | Nation         | Zeit    |
| ----- | ------------------------ | -------------- | ------- |
| 1     | Ibrahim Ismail Muftah    | Katar          | 45,21 s |
| 2     | Roger Black              | Großbritannien | 45,94 s |
| 3     | Cephas Lemba             | Sambia         | 45,94 s |
| 4     | Marco Vaccari            | Italien        | 46,37 s |
| 5     | Takahiro Watanabe        | Japan          | 46,45 s |
| 6     | Foday Sillah             | Sierra Leone   | 47,00 s |
| 7     | João Francisco Capindica | Angola         | 47,44 s |
| 8     | Stephen Lugor            | Sudan          | 48,94 s |

## Viertelfinale
Datum: 2. August 1992
Aus den Viertelfinalläufen qualifizierten sich pro Lauf die ersten vier Athleten (hellblau unterlegt) für das Halbfinale.

### Lauf 1
| Platz | Name              | Nation      | Zeit    |
| ----- | ----------------- | ----------- | ------- |
| 1     | Samson Kitur      | Kenia       | 44,66 s |
| 2     | Quincy Watts      | USA         | 45,06 s |
| 3     | Bobang Phiri      | Südafrika   | 45,27 s |
| 4     | Lahlou Ben Younès | Marokko     | 45,38 s |
| 5     | Sidney de Souza   | Brasilien   | 45,55 s |
| 6     | Rico Lieder       | Deutschland | 45,86 s |
| 7     | Francis Ogola     | Uganda      | 46,21 s |
| 8     | Dennis Blake      | Jamaika     | 46,49 s |

### Lauf 2
| Platz | Name             | Nation              | Zeit    |
| ----- | ---------------- | ------------------- | ------- |
| 1     | Derek Redmond    | Großbritannien      | 45,02 s |
| 2     | Susumu Takano    | Japan               | 45,27 s |
| 3     | Troy Douglas     | Bermuda             | 45,67 s |
| 4     | Danny Everett    | USA                 | 45,76 s |
| 5     | David Kitur      | Kenia               | 46,25 s |
| 6     | Ediélson Tenório | Brasilien           | 46,34 s |
| 7     | Alvin Daniel     | Trinidad und Tobago | 46,44 s |
| 8     | Tamás Molnár     | Ungarn              | 46,80 s |

### Lauf 3
| Platz | Name                  | Nation              | Zeit    |
| ----- | --------------------- | ------------------- | ------- |
| 1     | Ian Morris            | Trinidad und Tobago | 44,78 s |
| 2     | David Grindley        | Großbritannien      | 44,91 s |
| 3     | Ibrahim Ismail Muftah | Katar               | 45,18 s |
| 4     | Sunday Bada           | Nigeria             | 45,34 s |
| 5     | Devon Morris          | Jamaika             | 45,67 s |
| 6     | Cayetano Cornet       | Spanien             | 46,27 s |
| DNF   | Solomon Amegatcher    | Ghana               |         |
| DNF   | Cephas Lemba          | Sambia              |         |

### Lauf 4

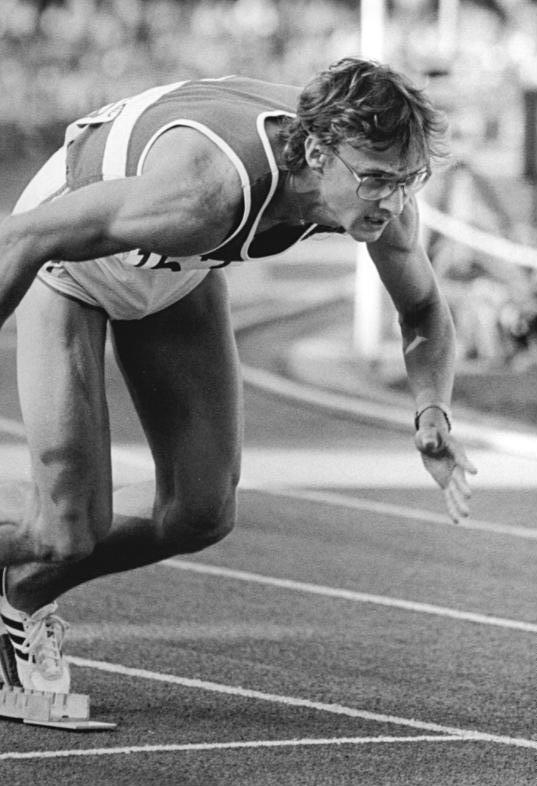
Der Weltmeister von 1987 Thomas Schönlebe schied als Fünfter seines Viertelfinallaufs aus

| Platz | Name               | Nation         | Zeit    |
| ----- | ------------------ | -------------- | ------- |
| 1     | Steve Lewis        | USA            | 44,54 s |
| 2     | Roberto Hernández  | Kuba           | 44,84 s |
| 3     | Roger Black        | Großbritannien | 45,28 s |
| 4     | Simon Kemboi       | Kenia          | 45,40 s |
| 5     | Thomas Schönlebe   | Deutschland    | 45,46 s |
| 6     | Slobodan Branković | IOP            | 45,90 s |
| 7     | Andrea Nuti        | Italien        | 45,96 s |
| 8     | Mark Garner        | Australien     | 46,85 s |

## Halbfinale
Datum: 3. August 1992
Aus dem Halbfinale qualifizierten sich in den beiden Läufen die jeweils ersten vier Läufer für das Finale (hellblau unterlegt).

### Lauf 1

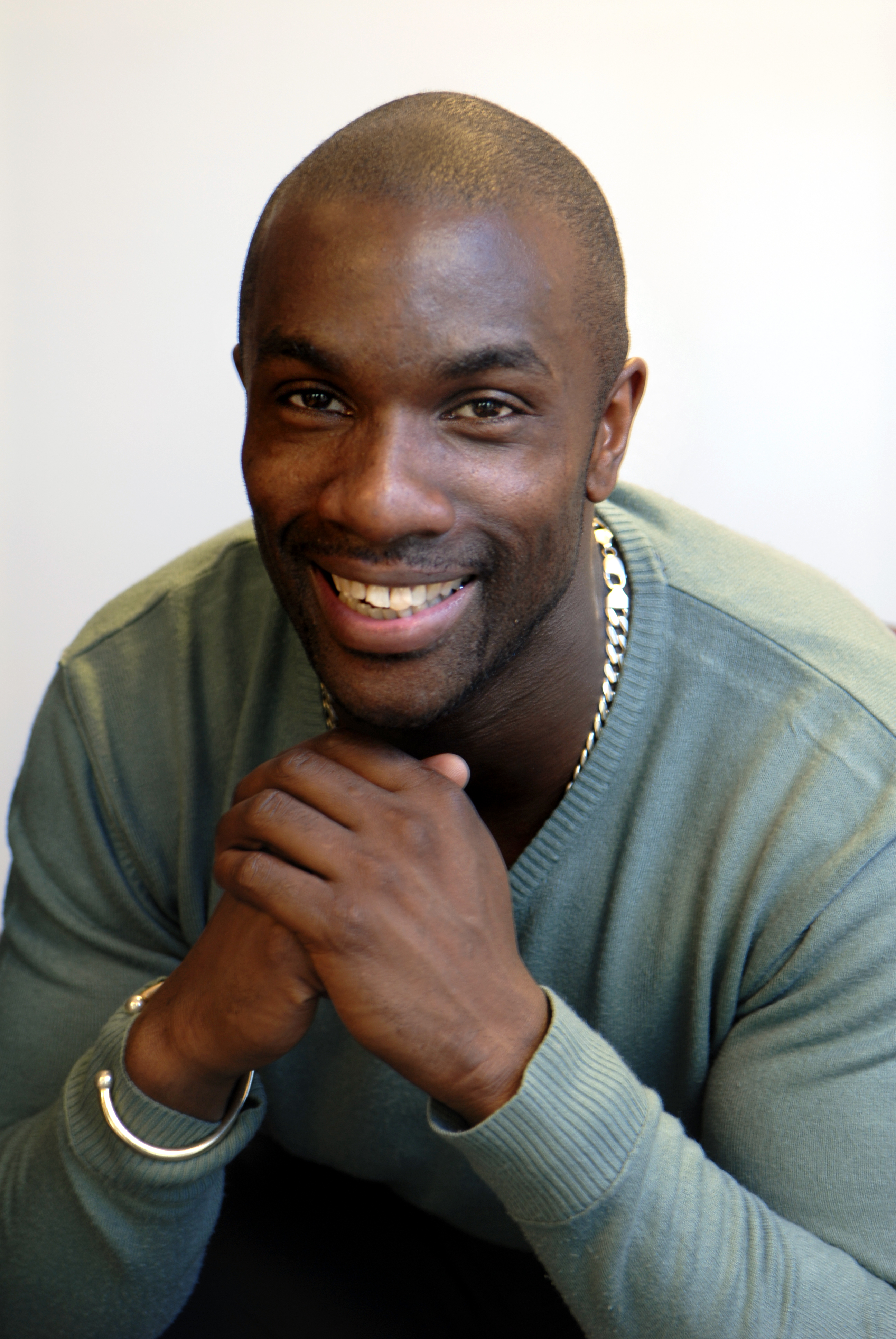
Derek Redmond (hier im Jahr 2007) scheiterte verletzungsbedingt im ersten Halbfinale
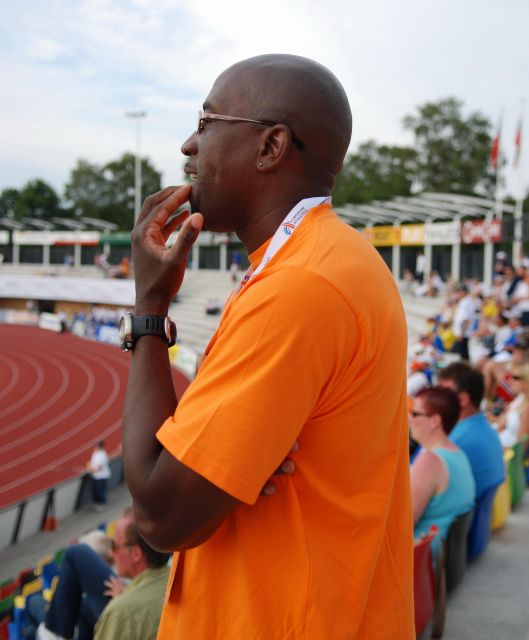
Troy Douglas – ausgeschieden als Sechster des ersten Halbfinals

| Platz | Name                  | Nation         | Zeit    |
| ----- | --------------------- | -------------- | ------- |
| 1     | Steve Lewis           | USA            | 44,50 s |
| 2     | Roberto Hernández     | Kuba           | 44,72 s |
| 3     | Ibrahim Ismail Muftah | Katar          | 45,01 s |
| 4     | Susumu Takano         | Japan          | 45,09 s |
| 5     | Sunday Bada           | Nigeria        | 45,36 s |
| 6     | Troy Douglas          | Bermuda        | 45,59 s |
| 7     | Simon Kemboi          | Kenia          | 45,93 s |
| DNF   | Derek Redmond         | Großbritannien |         |

Derek Redmond erlitt auf Bahn fünf laufend etwa zur Hälfte des Rennens eine Oberschenkelverletzung. Trotz Schmerzen humpelte er weiter. Sein Vater kam ihm von der Tribüne aus zu Hilfe, indem er sich an den Streckenposten vorbeidrängelte. Mit der Unterstützung seines Vaters erreichte Redmond das Ziel, was von den Zuschauern mit stehenden Ovationen honoriert wurde. In der offiziellen Wertung wurde Redmond zwar ohne Zeitnennung mit „ DNF“ ausgewiesen, was das Ereignis jedoch nicht schmälert. Der Zwischenfall gilt als einer der beeindruckendsten Momente in der olympischen Geschichte. Das IOC nahm Szenen des Vorfalls in sein Video Celebrate Humanity auf. Der Finanzdienstleister Visa zeigte die Bilder in seinen Werbekampagnen, um den olympischen Geist zu illustrieren. Auch im Werbefilm Courage des Sportartikelanbieters Nike wurde der Vorfall gebührend aufgegriffen.

### Lauf 2

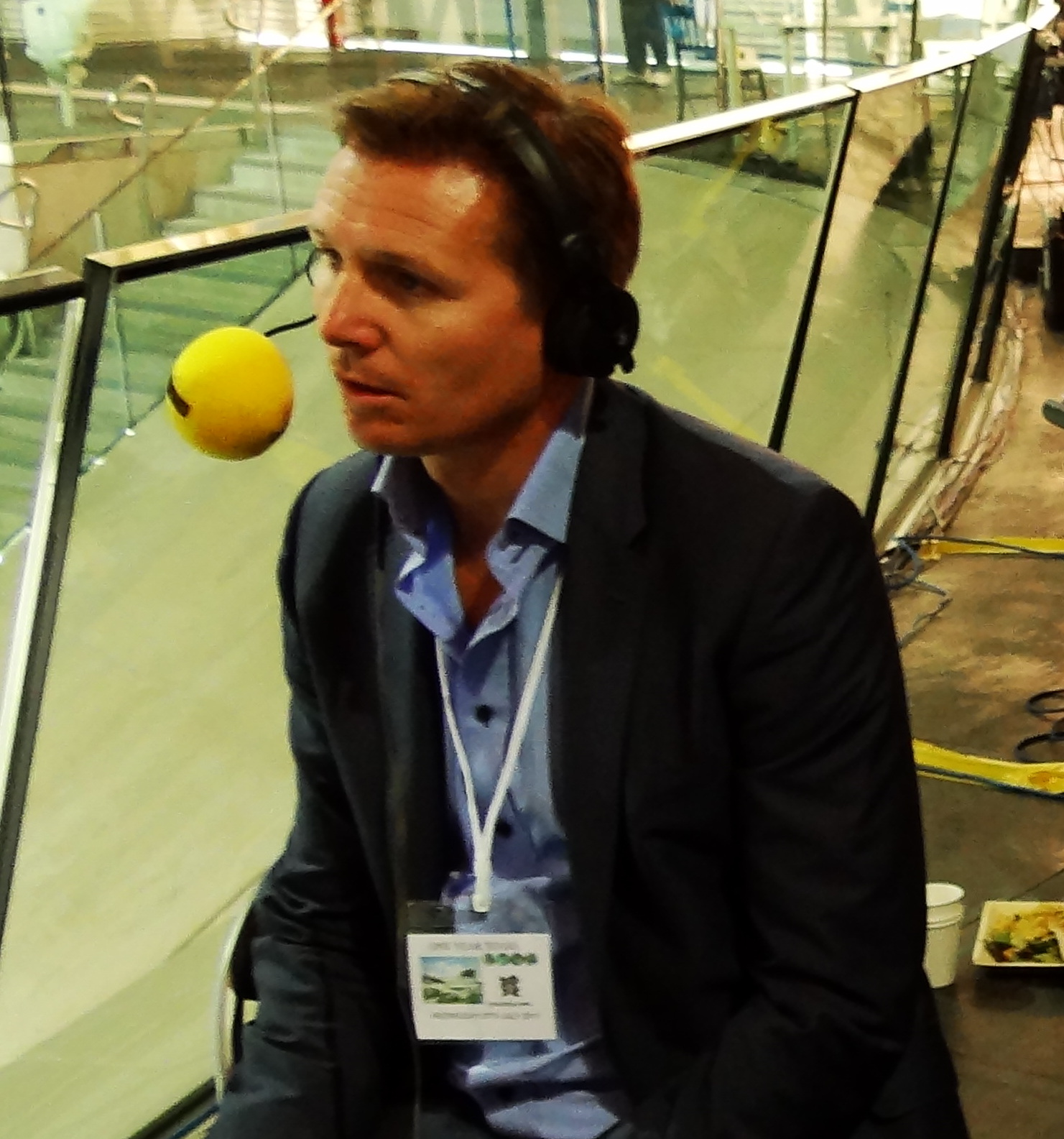
Roger Black (Foto: 2011) erreichte als Fünfter des zweiten Halbfinals nicht den Endlauf

| Platz | Name              | Nation              | Zeit    | Anmerkung |
| ----- | ----------------- | ------------------- | ------- | --------- |
| 1     | Quincy Watts      | USA                 | 43,71 s | OR        |
| 2     | Samson Kitur      | Kenia               | 44,18 s |           |
| 3     | Ian Morris        | Trinidad und Tobago | 44,21 s |           |
| 4     | David Grindley    | Großbritannien      | 44,47 s |           |
| 5     | Roger Black       | Großbritannien      | 44,72 s |           |
| 6     | Lahlou Ben Younès | Marokko             | 45,49 s |           |
| 7     | Bobang Phiri      | Südafrika           | 45,59 s |           |
| 8     | Danny Everett     | USA                 | 56,61 s |           |

## Finale
Datum: 5. August 1992, 20:35 Uhr
| Platz | Name                  | Nation              | Zeit    | Anmerkung |
| ----- | --------------------- | ------------------- | ------- | --------- |
| 1     | Quincy Watts          | USA                 | 43,50 s | OR        |
| 2     | Steve Lewis           | USA                 | 44,21 s |           |
| 3     | Samson Kitur          | Kenia               | 44,24 s |           |
| 4     | Ian Morris            | Trinidad und Tobago | 44,25 s |           |
| 5     | Roberto Hernández     | Kuba                | 44,52 s |           |
| 6     | David Grindley        | Großbritannien      | 44,75 s |           |
| 7     | Ibrahim Ismail Muftah | Katar               | 45,10 s |           |
| 8     | Susumu Takano         | Japan               | 45,18 s |           |

Für das Finale hatten sich zwei US-Amerikaner qualifiziert. Hinzu kamen jeweils ein Läufer aus Japan, Katar, Kenia, Kuba, Trinidad und Tobago und Großbritannien.
Als Favoriten galten die US-amerikanischen Athleten, die ohne Weltrekordhalter Harry Reynolds und ohne Weltmeister Antonio Pettigrew antraten. Steve Lewis war der Olympiasieger von 1988, Quincy Watts hatte in seinem Halbfinale einen neuen Olympiarekord erzielt. Danny Everett, Bronzemedaillengewinner von 1988 und WM-Dritter von 1991, war verletzungsbedingt im Halbfinale ausgeschieden. Auch Vizeweltmeister und Europameister Roger Black aus Großbritannien kam nicht über das Halbfinale hinaus. Weitere Medaillenanwärter waren der kubanische WM-Vierte Roberto Hernández und der WM-Sechste Ian Morris aus Trinidad und Tobago.
Im Finale dominierten Watts und Lewis vom Start weg. Auf den ersten einhundert Metern lag Lewis vorn. Doch sein Vorsprung schmolz in der Zielkurve und Watts übernahm mit kraftvollen Schritten die Spitze. Watts Abstand zu seinen Verfolgern wurde immer größer. Als es auf die Zielgerade ging, lagen Lewis und Hernández fast gleichauf an zweiter Position. Nur wenige Meter zurück folgten der Kenianer Samson Kitur und der Brite David Grindley auf gleicher Höhe.
Quincy Watts siegte am Schluss mit knapp sieben Metern Vorsprung und verbesserte seinen eigenen Olympiarekord nochmals. Dahinter hatte Steve Lewis das größere Stehvermögen gegenüber seinen Kontrahenten und sicherte sich die Silbermedaille. Im Kampf um Bronze kam Ian Morris noch einmal stark auf, musste jedoch Samson Kitur mit einer Hundertstelsekunde den Vortritt lassen. Roberto Hernández und David Grindley, die auf den letzten hundert Metern die Kräfte verließen, belegten in dieser Reihenfolge die Ränge fünf und sechs.
Im 22. olympischen Finale gewann Quincy Watts die fünfzehnte Goldmedaille für die USA. Es war der dritte US-Sieg in Folge seit 1984.

## Videolinks
- Quincy Watts - Men's 400m Final - 1992 Olympic Games, youtube.com, abgerufen am 14. Dezember 2021
- Derek Redmond's Emotional Olympic Story - Injury Mid-Race, Barcelona 1992 Olympics, youtube.com, abgerufen am 14. Dezember 2021
- Men's 400m Final Barcelona Olympics 1992, youtube.com, abgerufen am 5. Februar 2018